# Славеносрпски језик
Славеносрпски језик (слсрп. славяносербскій, словенскій) је облик српскога језика који је био у доминантној употреби крајем 18. и почетком 19. века у образованим слојевима српске грађанске класе у Војводини и српској дијаспори у осталим крајевима Хабзбуршке монархије. Позајмљенице из овог језика називају се црквенословенизми, иако је овај језик само делимично црквенословенски.

## Употреба
Најистакнутији представник славеносрпског је био Захарија Орфелин, а књижевни кодификатор Милован Видаковић. 
Славеносрпски језик је, у борби за општесрпски језички стандард, био главним такмац језику који је је уобличио српски језички реформатор Вук Караџић, понајвише на новоштокавском фолклорном идиому. Средином 19. века опсег употребе славеносрпског је почео да се осетно смањује, док је после 1870. потпуно нестао из јавне употребе. С друге стране као верзија црквенословенског језика још увек се користи на службама по Црквама.

## Карактеристике и граматика
Пример облика тог славеносрпског језика се може видети из „Славеносербског магазина“ који је уређивао Захарија Орфелин:
| „ |  | ” |

Чак је и из једне реченице видљиво да је текст натопљен руским речима (что), руским творбеним облицима (роскошь, а не раскош), а друге особине славеносрпског су и појава –т у 3. лицу множине (нпр. „они могутъ" уместо „они могу").
Још једна важна особина славеносрпскога језика је замена аориста (тада основнога прошлога глаголскога времена у Срба са свршеним глаголима) перфектом, по угледу на тадашњи руски језик, у којем аорист није постојао. Ова особина се и после одбацивања славеносрпскога језика задржава у језику виших кругова Срба у Аустрији, а потом и у државној управи у Србији, где опстаје све до данас.